# Gryllus campestris
Espèce
Statut de conservation UICN

 LC : Préoccupation mineure

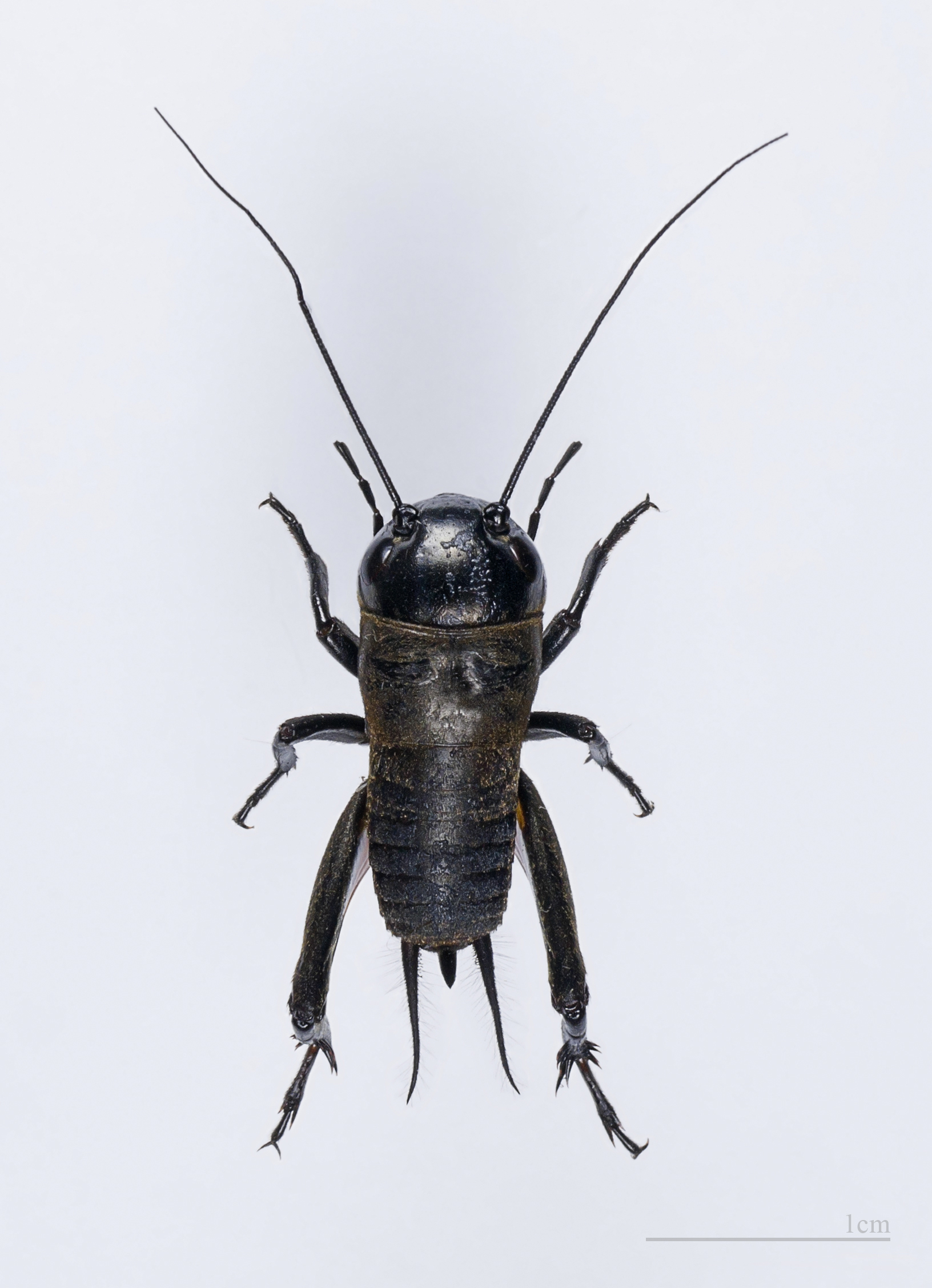
Femelle, forme juvénile du muséum de Toulouse.

Le Grillon champêtre (Gryllus campestris) est une espèce d'insectes orthoptères appartenant à la famille des Gryllidae.

## Description
Le Grillon champêtre a un corps très rond et trapu. Mis à part la base de ses élytres qui est un peu plus claire et quasiment jaune, il est presque totalement noir. Le prothorax du Grillon champêtre est bien visible mais contrairement à celui du Grillon provençal, Gryllus bimaculatus, il est plus étroit que la tête. Vue de face, cette dernière ressemble à un casque et est brillante. Le Grillon champêtre est pourvu d'ailes mais vit exclusivement au sol et se déplace très rapidement en préférant la course au saut. Les femelles se distinguent des mâles par leur oviscapte bien visible. Les mâles atteignent la taille de 18 à 26 mm, les femelles de 19 à 27 mm. Les cerques à l'extrémité de l'abdomen sont longs et filamenteux aussi bien chez le mâle que chez la femelle.

## Répartition
Le Grillon champêtre se retrouve en Europe occidentale.

## Biotope
Le biotope du grillon champêtre est un terrain ensoleillé, sec et peu pourvu de végétation. Dans son aire de répartition septentrionale ce grillon est presque exclusivement présent dans des prairies oligotrophes et les plaines de bruyère. Le grillon champêtre aime la chaleur et son habitat naturel se situe sur le sol. Il ne vole ni ne grimpe. Pour se protéger, c’est le seul grillon à se construire un terrier qui consiste en un conduit cylindrique de 15 mm de diamètre. À l'extrémité de ce conduit qui a souvent une longueur de 20 à 30 cm, se trouve une chambre un peu plus spacieuse où le grillon se réfugie lorsqu'il est en danger, les jours de pluie et de froid, et pour y passer l'hiver, bouchant alors l'entrée.

## Reproduction
Après sa dernière mue, à partir du mois d'avril, le mâle se fabrique une sorte de plate-forme, juste devant l'entrée du souterrain, où la terre est battue et débarrassée de tout obstacle. Si la présence de la végétation environnante est plus importante, cette plate-forme se prolonge souvent par un couloir, caché entre les herbes, à droite ou à gauche. C'est sur cette plate-forme que le grillon se chauffe au soleil, chante pour attirer les femelles et s'accouple. Ces dernières creusent aussi une galerie, mais ne tardent pas à la quitter aux premières chaleurs printanières, afin d'aller à la rencontre des mâles. Après la parade nuptiale la ponte a lieu généralement en juin, parfois encore en juillet. La femelle enfonce son oviscapte dans la terre meuble et y dépose une trentaine d'œufs. Elle répète cette opération plusieurs fois. Après deux semaines, ces œufs donnent naissance à de petites nymphes d'un millimètre de long, semblables pour la couleur et la forme aux adultes, et qui restent d'abord plus ou moins en troupe, se dissimulant ici ou là dans des trous, sous les pierres ou les feuilles. L’adulte apparaît 9 à 10 mois après la naissance, après dix mues. Comme les grillons meurent tous pendant l'été, les nouveaux venus issus de la ponte de l'année et grandissant rapidement, trouvent à leur disposition de nombreux trous préparés par leurs prédécesseurs. Chaque année cependant, d'autres se creusent un nouveau terrier, se servant pour cela de leurs mandibules grosses et robustes.

## Comportement
Le grillon adulte s'observe de mai à juillet. Le mâle chante par stridulation dès que la température le lui permet, bien souvent entre onze heures du matin et une heure de la nuit. Pour ce faire il soulève soudain ses deux ailes supérieures et les referme rapidement en frottant les deux bords internes l'un sur l'autre pour les ouvrir encore et recommencer. L'élytre droit chevauche toujours le gauche. Contrairement aux criquets, le grillon n'emploie donc pas ses pattes pour striduler. Le bord externe des élytres étant replié à angle droit de la partie supérieure, il forme, avec cette dernière et l'abdomen, une boîte de résonance faisant un cri.. cri.. cri.. caractéristique qui porte à près de 50 mètres.

## Nutrition

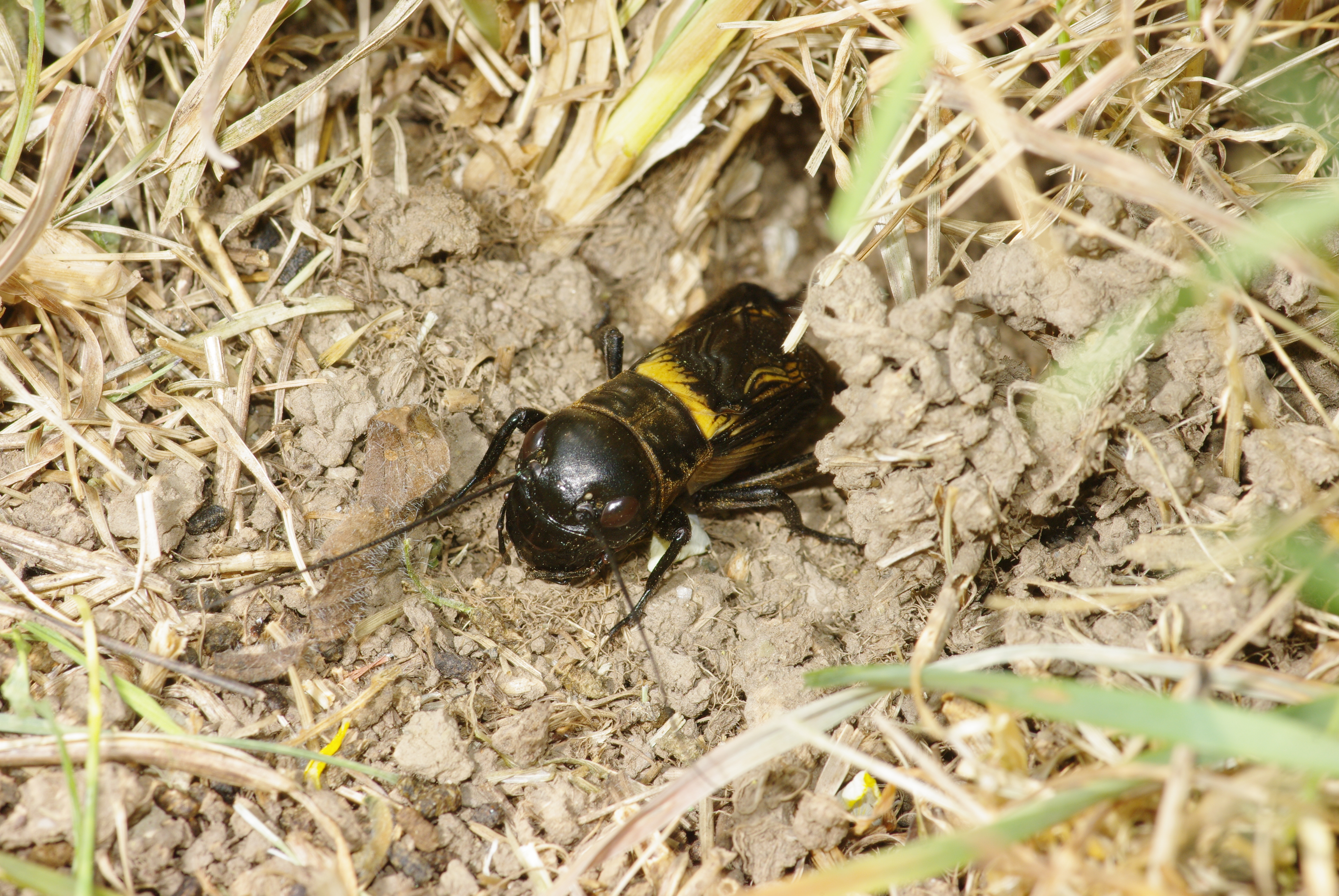
Grillon à l'entrée de son terrier.

Le grillon champêtre se nourrit de racines et de végétaux de tout genre, mais il complète volontiers son menu de protéines sous forme d'autres arthropodes rencontrés au hasard, comme des pucerons ou même un petit animal mort.

## Menaces et mesures de protection
En Belgique et en France, l'espèce est en régression et n'est plus commune comme autrefois à cause de la disparition de son biotope, essentiellement menacé, d'un côté par la fragmentation écopaysagère, de l'autre par l'eutrophisation du sol, causée par un engraissage trop copieux provoquant une végétation plus haute qui empêche la chaleur du soleil de pénétrer jusqu'au sol. Pour restaurer le biotope, il y aurait lieu d'ôter la couche supérieure fertile du terrain visé, afin de faire réapparaître le sol pauvre en sels minéraux.
En Basse-Saxe (Allemagne), il n'y avait plus qu'une dizaine de populations de grillons connues vers les années 1990. Comme le grillon ne se déplace que très lentement, ne sachant ni voler ni grimper, un nombre limité de nymphes dans un stade avancé de leur développement fut capturé et délocalisé vers d'autres réserves naturelles. Ces individus ont formé avec succès la base de nouvelles populations florissantes. Le même procédé est utilisé dans l'état fédéré de la Hesse.
En Grande-Bretagne, à la fin du siècle passé, il n'y avait plus qu'un seul endroit connu qui était peuplé d'une centaine de grillons seulement, et ceci dans le comté du Sussex de l'Ouest. Il n'est pas encore établi si cette population isolée sur l'île britannique ne forme pas une sous-espèce. Ici, les grillons sont élevés ex situ au Zoo de Londres et les nymphes sont relâchées au début de l'automne. Au total, plus de 15 000 nymphes ont été libérées dans des biotopes conformes à leurs exigences. Ce programme d'élevage a sauvé l'espèce d'une disparition certaine et la population britannique atteint à présent le millier d'adultes pendant la bonne saison.

## Sources
1. 1 2 3  Gilbert et Julien Cousteaux, « Les grillons », Insectes, no 129,‎ février 2003, p. 27 (lire en ligne).

- Paul-A Robert, (1972) Les Insectes I, Aptères, Archiptères, Orthoptères, Coléoptères, Névroptères. Les beautés de la nature. Delachaux & Niestlé S.A., Neuchatel (Suisse) 125-128
- (nl) Kleukers R, Nieukerken Ev, Ode´ B, Willemse L, Wingerden Wv (1997) De Sprinkhanen en Krekels van Nederland (Orthoptera). Nederlandse Fauna I, KNNV Uitgeverij & EIS-Nederland, Leiden
- (en) Pearce-Kelly P, Jones R, Clarke D, Walker C, Atkin P, Cunningham AA (1998) The captive rearing of threatened Orthoptera: a comparison of the conservation potential and practical considerations of two species’ breeding programmes at the Zoological Society of London. J Insect Conserv 2:201–210

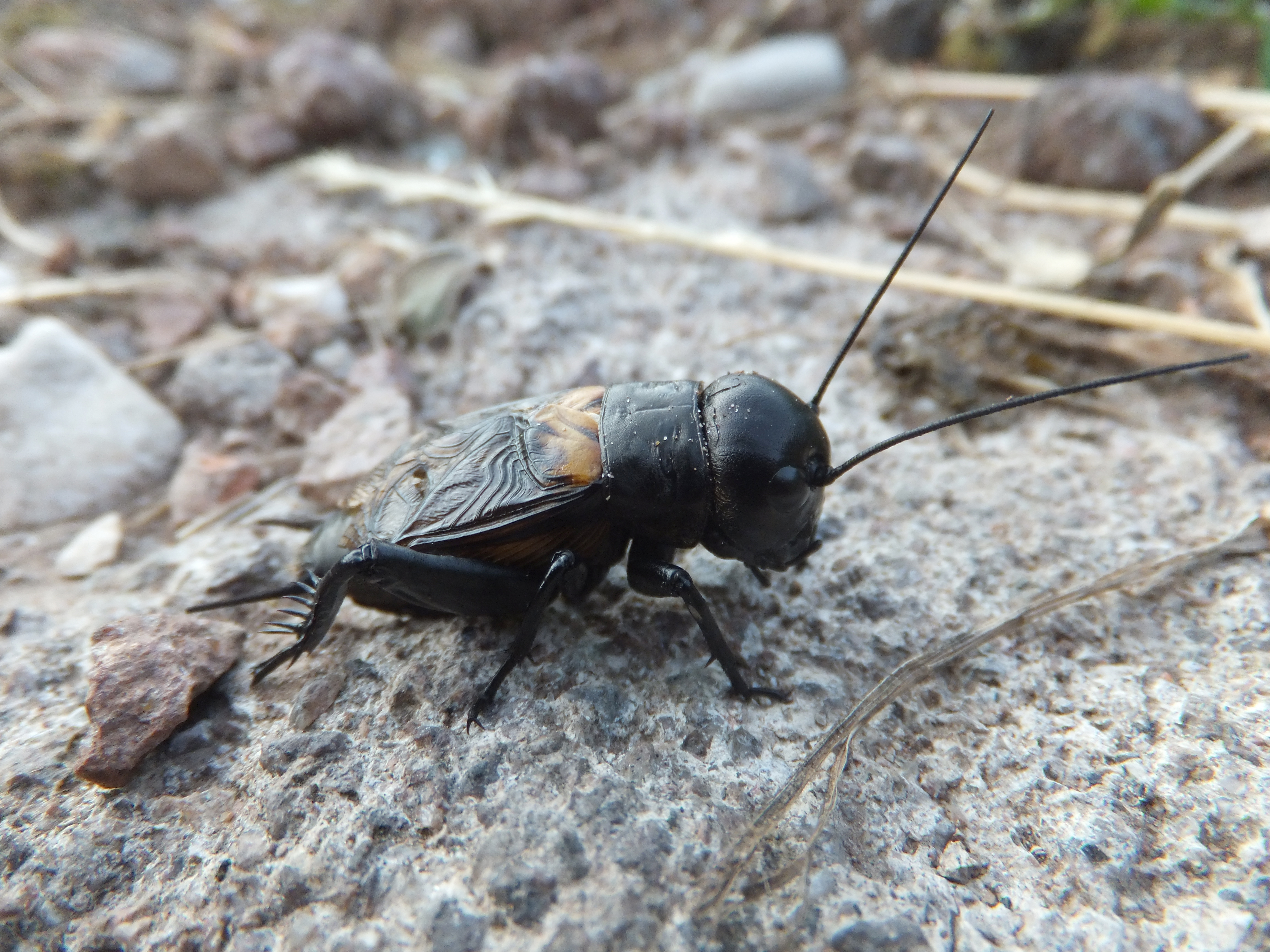
Un grillon champêtre photographié à Segonzano (Trentin, Italie). Sa patte postérieur gauche est manquante.